# Пробоул
Пробоул — выставочное соревнование по американскому футболу, «матч всех звезд» Национальной футбольной лиги.
С момента слияния АФЛ и НФЛ в 1970 году матч официально называется АФК-НФК Пробоул. В нём встречается команда, собранная из лучших игроков Американской футбольной конференции с командой лучших игроков Национальной футбольной конференции.
В отличие от большинства основных спортивных лиг США, проводящих свои выставочные матчи в середине регулярного сезона, НФЛ проводит Пробоул по завершении регулярного сезона и игр плей-офф. До 2009 года Пробоул проходил через неделю после Супербоула. С 2010 года выставочный матч играется в тот уик-энд, на который выпадает перерыв между финалами конференций и Супербоулом.
Среди любителей американского футбола Пробоул обладает неоднозначной репутацией. Это единственный матч всех звёзд профессиональной спортивной лиги, телевизионная аудитория которого меньше, чем аудитория среднего матча регулярного сезона той же лиги. В ходе самого матча играющие команды ставят перед собой единственную задачу — избежать травм и повреждений, что не может не сказываться на качестве игры и уровне спортивной борьбы. Так, например, агентство Ассошиэйтед Пресс охрактеризовало Пробоул 2012 года следующим образом: «Игроки сражались друг с другом с такой же силой, как если бы они проводили бой на подушках».